# Джордж Шаллер
Джордж Білз Шаллер (народився 1933 року), американський теріолог, біолог, еколог і письменник. Шаллер визнається багатьма як видатний світовий біолог, що вивчає дику природу у всій Африці, Азії та Південній Америці. Народившись в Берліні, Шаллер виріс в Німеччині, але переїхав до Міссурі підлітком. Він є віце-президентом корпорації Panthera і виступає як голова їх Консультативної ради Cat разом з відомим захисником природи і CEO Panthera Аланом Рабиновичем. Шаллер також є старшим захисником природи в Зоопарку Бронкса на основі Товариства охорони дикої природи.

## Молодість
Шаллер отримав ступінь бакалавра наук в Університеті Аляски в 1955 році, і перейшов до Університету Вісконсин-Медісон, щоб отримати докторський ступінь в 1962 році. З 1962 по 1963, він був науковим співробітником у відділі поведінкових наук Стенфордського університету. З 1963 по 1966, Шаллер служив науковим співробітником на кафедрі Університету Джонса Хопкінса патобіології, а з 1966 по 1972 рік служив науковим співробітником в Університеті Рокфеллера в Нью-Йорку і Зоологічному суспільстві в галузі наукових досліджень і тваринної поведінки в рамках Інституту досліджень в області вивчення поведінки тварин. З 1972 по 1979 рік він служив координатором Центру польової біології та охорони, який замінив IRAB. Потім він працював директором міжнародної програми зі збереження Нью-Йоркського зоологічного товариства від 1979 до 1988.

## Дослідження гірських горил
У 1959 році, коли Шаллеру було всього 26, він відправився до Центральної Африки, щоб вчитися і жити з гірськими горилами (Gorilla beringei beringei) e ujhf[ Вірунга. Мало що було відомо про життя горил в дикій природі до публікації його роботи про них: екологія та поведінка в 1963 році, що він насамперед описав для широкої публіки, які наскільки глибоко інтелектуальні та ніжні горили насправді, всупереч тодішнім загальним переконанням. Крім того, Шаллер у 1964 році, розповів цю епічне життя горил котрих він досліджував 2 роки, яка також забезпечує більш широкий історичний погляд на зусилля з порятунку однієї з найбільш близьких родичів людства від межі вимирання.
Американський зоолог Дайан Фосі, за сприяння з боку організації „National Geographic“ і Льюіса Лікі, продовжила новаторські дослідження Шаллера гірських горил. Шаллер і Фосі відіграли важливу роль у становленні суспільного сприйняття людьми горил не як до худоби, а як до тісно пов'язаних один до одного поведінкою, що притаманна і людині.

## Кар'єра природоохоронця
У 1966 році Шаллер і його дружина відправилися до Танзанії, щоб пожити у заповіднику Серенгеті, і міс Шаллер провела одне з перших досліджень соціальної поведінки і руху великих кішок в Африці.
Восени 1973, Шаллер поїхав до віддаленого Гімалайського регіону, 250 миль (400 км) всередині Долпо в Непал, де живе народ тибетської культури та етнічної приналежності. Шаллер був там, щоб вчитися в Гімалаях Нахур і, можливо, побачити невловимого снігового барса. Цю тварину рідко коли помічали в дикій природі. Шаллер є одним з усього лише двох дослідників, як відомо, які бачили снігового барса в Непалі в період між 1950 і 1978. Супроводжуючи його в поїздці Меттісен в результаті, написав „Сніжний барс“ (1978). Він детально їх подорож та дослідження, яка здобула дві американських Національні книжкові премії. Шаллер у книзі називається, як "GS".
Наприкінці 1970-х років, Шаллер провів час у Бразилії вивчаючи ягуарів, "Алігаторів" (каймана), та інших тварин цього регіону.
У 1988 році  Шаллер і його дружина відправилися до Китаю в Чжан Тан (Qian Tang), для вивчення панд.  Шаллер також виявили докази того, що панди були спочатку хижаками, але пройшли еволюційні зміни, щоб пристосуватися до дієтичного листя бамбука, яке важко перетравлювати, що дало змогу панді стати менш конкурентноспроможним з іншими тваринами за м'ясну їжу. З досліджень Шаллера, популяція панд збільшилася в дикій природі на 45‰. Під час свого перебування в Китаї, Шаллер роздавав карти мисливцям, на яких було позначено найбільші скупчення диких тварин. Свій основний час Шаллер проводив у своєму будинку в Коннектикуті.
У 1994 році Шаллер і доктор Алан Рабінович були першими вченими, що відкрили рідкісних коал, котрі мешкають у лісах Лаосу. Пізніше в тому ж році, Шаллер знову відкрив в'єтнамську свиню, котру вважали вимерлою. У 1996 році він дослідив стадо тибетського оленя,що також вважався вимерлим.
У 2003 році Шаллер повернувся в Чанг Тан, і помітив різницю з моменту свого першого візиту в регіон. Найголовніше, популяція диких яків, яка оцінювалась всього в 13 осіб , зросла до більш ніж 187. "Департамент лісового господарства Тибету, очевидно, провів успішні заходи в сфері захисту дикої природи." Шаллер написав про це у листі до Всесвітнього фонду дикої природи. У той час як в Тибеті, Шаллер працював над дослідженням рідкісних тибетських антилоп, чисельність якого скоротилася через трофейне полювання через їх екзотичну вовну.
У 2007 році Шаллер працював з Пакистаном, Афганістаном, Таджикистаном і Китаєм у розробці нового заповідник під назвою "Мирний Парк", що дозволило б захистити 20 000 миль (32 000 км) середовища існування для найбільших диких видів овець, овець Марко Поло. Небезпека полягала в тому, що через їх вражаючі спіральні роги, які можуть вимірюватись до 6 футів (1,8 м) в довжину, вівці були гарним трофеєм для мисливців-подорожувальників. Дослідження Шаллера в горах Паміру будуть відігравати важливу роль у створенні парку.

## Результати природоохоронної діяльності
Робота Шаллера у збереженні та захисті великих ділянок заповідників в басейні Амазонки, Бразилія, Гіндукушу в Пакистані, і лісів в Південно-Східній Азії зберегли життя багатьом тваринам. Роботу Шаллера оцінено у більш ніж 20 парках світу, в тому числі на Алясці в Арктичному національному заповіднику (ANWR), Національниму парку Шей-Фоксундо в Непалі, і заповіднику Чанг Тан (Китай). Протяжністю 200 000 миль (320 000 км), заповідник Чанг Тан у три рази більший американського заповідника, і був названий "Один із найамбітніших спроб заарештувати усадку природних екосистем", — The New York Times.

## Дослідження і пошуки снігової людини
Шаллер є одним з небагатьох видатних вчених, які стверджують, що снігова людина існує і потребує серйозного вивчення. Шаллер висловив несхвалення інших вчених, які не вивчивши докази пишуть снігова людина це містифікація або міф.

## Публікації
Шаллер написав більше п'ятнадцяти книг про африканських і азійських ссавців, у тому числі „Серенгеті Лев“: Дослідження відносин хижака і жертви, Остання Panda і Приховані пустелі Тибету, ґрунтуючись на своїх власних дослідженнях та за підтримки довгострокових спостережень видів в їх природному середовищі існування, Шаллер також написав сотні статей в журналах, і десятки книг та наукових статей про тигрів, ягуарів, гепардів і леопардів, а також диких овець і кіз, носорогів і фламінго. За понад п'ять десятиліть, дослідження Шаллера допомогли захистити різні форми тварин дикої природи по всьому світу.

## Нагороди
Шаллер отримав почесну премію Lifetime Achievement National Geographic та стипендію Гуггенхайма, Золоту медаль Всесвітнього фонду дикої природи для: за "Внесок у розуміння і збереження що знаходяться під загрозою зникнення, видів". Шаллер також був нагороджений Міжнародною Космічною премією та іншими. Літературні нагороди Шаллера включають Національну книжкову премю в галузі науки США (для Серенгеті Лев в 1973 г.). А у вересні 2008 року він отримав в Індіанаполісі премію за свою роботу в галузі охорони тваринного світу.